# Project Runway
Project Runway  é um reality show de televisão focado em design de moda,  produzido nos Estados Unidos e apresentado pela modelo Heidi Klum. Os participantes competem entre si para criar as melhores roupas e são geralmente limitados em tempo, materiais e tema. Seus designs são julgados e um ou mais estilistas são eliminados a cada semana.
Em 4 de julho  de 2006 os produtores do programa, Weinstein Company, anunciaram um contrato de 5 anos que iria relocar o programa para Lifetime Television, começando com a sexta temporada. Em resposta, NBC Universal entrou com uma ação na justiça contra a Weinstein Company por violar direitos de contrato.
Em setembro de 2008, a decisão judicial deferiu o pedido da NBC Universal para uma liminar, impedindo a Lifetime de promover ou exibir o programa até novo aviso.
Em 1 de abril de 2009, a ação entre Weinstein Company e NBC Universal foi liquidada, com a Weinstein Company concordando em pagar uma quantia, não divulgada, para ter o direito de relocar o programa para Lifetime Television. A sexta temporada foi ao ar em 20 de agosto de 2009 no canal Lifetime nos Estados Unidos.
Project Runway é exibido nos canais E! e Liv, no Brasil e no canal SIC Mulher em Portugal.
Brasil e Portugal também possuem suas versões do programa. Em julho de 2010 estreia a primeira temporada da versão portuguesa do "Project Runaway" intitulada "Projecto Moda", na RTP1. As gravações iniciaram em inícios de Junho. E no Brasil, no final de 2011 a Rede Bandeirantes produz a versão brasileira intitulada "Projeto Fashion".

## Formato
Project Runway usa uma eliminação progressiva para reduzir os participantes iniciais a apenas 3 para o desafio final. Cada desafio (exceto o desafio final) exige que os estilistas desenvolvam uma ou mais peças de roupas que serão apresentadas na passarela. Os desafios variam em diversidade criativa para testar tanto a criatividade do participante, quanto sua concepção estética pessoal. Esses desafios podem incluir a criação de uma peça com materiais não tradicionais, tais como: mobília de apartamentos (3ª temporada), materiais recicláveis (3ª temporada), itens de supermercado (1ª e 5ª temporadas), alimentos (1ª e 4ª temporadas), plantas e flores (2ª temporada), as roupas que os participantes estão usando no momento (2ª temporada); ou criar para uma pessoa de alto nível (por exemplo, a atriz Brooke Shields, a patinadora Sasha Cohen e a Miss EUA Tara Conner); ou criar para uma linha de moda corporativa (Banana Republic; Diane von Furstenberg; Macy's INC); ou criar sobre um tema específico, como por exemplo "vestido de coquetel", "vestido de noiva" e "vestido de formatura".
A locação do programa durante as cinco primeiras temporadas aconteceu em Nova Iorque, com uma pequena passagem em Paris (3ª temporada), onde os estilistas tinham um espaço de trabalho na Parsons. Na sexta temporada a locação passou a ser Los Angeles.
Além da competição entre os estilistas, também há uma competição entre as modelos, na qual a modelo que ficar com o estilista vencedor do programa ganhará um ensaio em uma revista (Elle nas cinco primeiras temporadas e Marie Claire na sexta temporada). Os estilistas tem como mentor Tim Gunn, que dá sugestões sobre as criações. A cada desafio os estilistas são julgados na passarela. O banco de jurados é formado por Michael Kors, Nina Garcia e Heidi Klum, além de um quarto jurado convidado.

## Temporadas

### 1.ª temporada
A primeira temporada de Project Runway foi ao ar em 1 de dezembro de 2004 nos Estados Unidos. Em sua primeira temporada, Project Runway recebeu elogios da crítica, incluindo uma indicação ao Emmy como um notável reality show competitivo. O crescimento da popularidade com o público foi dramático desde sua estreia até o final de temporada, tornando o programa um inesperado sucesso. Project Runway deu ao canal de televisão Bravo uma das séries mais bem sucedidas desde Queer Eye for the Straight Guy.
O ganhador da primeira temporada foi o estilista Jay McCarroll. Em segundo lugar Kara Saun e em terceiro lugar, Wendy Pepper. Como prêmio por ter vencido a competição entre 12 estilistas, McCarroll recebeu cem mil dólares, uma parceria com Banana Republic para ajudar a desenvolver sua própria grife, e exposição de seu trabalho na revista Elle. A modelo vencedora, escolhida por McCarroll, foi Julia Beynon, vencendo as modelos Jenny Toth (modelo de Kara Saun) e Melissa Haro (modelo de Wendy Pepper).
Os participantes dessa temporada foram: Jay McCarroll, Kara Saun, Wendy Pepper, Austin Scarlett, Mario Cadenas, Nora Caliguri, Daniel Franco, Starr Ilzhoefer, Kevin Johnn, Vanessa Riley, Robert Plotkin, e Alexandra Vidal.

### 2.ª temporada
A segunda temporada foi ao ar em 7 de dezembro de 2005 nos Estados Unidos. Após uma seleção, dezesseis estilistas foram escolhidos como semi-finalistas. Após o primeiro desafio, chamado Road To The Runway (Caminho para a passarela), quatorze participantes foram escolhidos para continuar na competição.
A vencedora da segunda temporada foi a estilista Chloe Dao, que recebeu de prêmio cem mil dólares, um ano de contrato com a Designers Management Agency, um Saturn Sky roadster 2007, um ensaio na revista Elle, e uma parceria com o time de design da Banana Republic. O segundo lugar ficou com Daniel Vosovic e em terceiro lugar, Santino Rice.
Os participantes dessa temporada foram: Zulema Griffin, Santino Rice, Raymundo Baltazar, Marla Duran, Kirsten Ehrig, Guadalupe Vidal, Emmett McCarthy, Diana Eng, John Wade, Daniel Vosovic, Chloe Dao, Andrae Gonzalo, Kara Janx, Daniel Franco, Andraé Gonzalo, Heidi Standridge e Nick Verreos.

### 3.ª temporada
A terceira temporada foi ao ar em 12 de julho de 2006 nos Estados Unidos. Nessa temporada a patrocinadora Banana Republic foi substituída pela Macy's.
Foi a primeira temporada em que um estilista foi retirado do programa por violação de regras. Keith Michael foi desqualificado pelo fato de ter consigo livros de design (que são contra as regras do programa) e por ter se ausentado durante horas da produção. Foi também a primeira temporada em que quatro estilistas chegaram ao desafio final, ao invés de apenas três.
O vencedor foi Jeffrey Sebelia, seguido por Uli Herzner, Laura Bennett e Mychael Knight.
Os participantes dessa temporada foram: Bradley Baumkirchner, Laura Bennett, Robert Best, Malan Breton, Bonnie Dominguez, Stacey Estrella, Katherine Gerdes, Kayne Gillaspie, Uli Herzner, Alison Kelly, Angela Keslar, Michael Knight, Vincent Libretti, Keith Michael e Jeffrey Sebelia.

### 4.ª temporada
As seleções para a quarta temporada de Project Runway começaram em abril de 2007 e a produção foi feita em junho e julho de 2007. A quarta temporada foi ao ar em 14 de novembro de 2007 nos Estados Unidos.
Essa foi a primeira temporada em que um participante teve que deixar a competição por problemas médicos. Jack Mackenroth deixou o programa no quinto episódio e foi substituído por Chris March, que havia sido o participante eliminado do programa mais recente. Essa também foi a primeira temporada em que quatro participantes foram escolhidos para participar do desafio final, mas apenas três mostraria suas coleções na New York Fashion Week. Christian Siriano e Jillian Lewis estavam garantidos para mostrar suas coleções. A terceira vaga foi disputada por Rami Kashou e Chris March, onde o primeiro conseguiu a vaga.
O vencedor da temporada foi Christian Siriano, tornando-se, então, o estilista mais jovem a ganhar o Project Runway. Em segundo lugar ficou Rami Kashou e em terceiro, Jillian Lewis.
Os participantes dessa temporada foram: Christian Siriano, Ricky Lizalde, Steven Rosengard, Carmen Webber, Kevin Christiana, Marion Lee, Rami Kashou, Elisa Jimenez, Victorya Hong, Simone LeBlanc, Kathleen Vaughn, Christina Scarbo, Jillian Lewis, Jack Mackenrot e Chris March.

### 5.ª temporada
A quinta temporada foi ao ar em 16 de julho de 2008 nos Estados Unidos. O primeiro episódio teve o mesmo desafio do primeiro episódio da primeira temporada, tendo como jurado convidado Austin Scarlett, competidor da primeira temporada.
Essa foi a primeira temporada em que as três finalistas foram mulheres, Kenley Collins, Korto Momolu e Leanne Marshall.
A vencedora da temporada foi Leanne Marshall, seguida de Korto Momolu e Kenley Collins.
Os participantes dessa temporada foram: Jerell Scott, Korto Momolu, Leanne Marshall, Kenley Collins, Daniel Feld, Joe Faris, Keith Bryce, Kelli Martin, Stella Zotis, Jennifer Diederich, Stephen "Suede" Baum, Emily Brandle, Terri Stevens, Wesley Nault e Blayne Walsh.

### 6.ª temporada
A sexta temporada estava prevista para ir ao ar em janeiro de 2009, mas devido às ações na justiça, teve sua estreia atrasada. Em 20 de agosto de 2009, foi ao ar a sexta temporada de Project Runway pelo canal de televisão Lifetime, nos Estados Unidos.
Essa foi a primeira temporada a ser feita em Los Angeles.
A vencedora da temporada foi Irina Shabayeva, seguida de Althea Harper e Carol Hannah Whitfield.
Os participantes dessa temporada foram: Nicolas Putvinski, Ra'mon-Lawrence Coleman, Shirin Askari, Qristyl Frazier, Malvin Vien, Louise Black, Mitchell Hall, Epperson, Althea Harper, Ari Fish, Carol Hannah Whitfield, Johnny Sakalis, Irina Shabayeva, Gordana Gehlhausen, Christopher Straub e Logan Neitzel.

### 7.ª temporada
O processo de seleção dessa temporada começou em maio de 2009. A locação do programa voltou a ser Nova Iorque ao invés de Los Angeles. A sétima temporada foi ao ar em 14 de janeiro de 2010 nos Estados Unidos.
O vencedor da temporada foi Seth Aaron Henderson, seguido de Emilio Sosa e Mila Hermanovski.
Os participantes dessa temporada foram: Amy Sarabi, Seth Aaron Henderson, Emillio Sosa, Jonathan Joseph Peters, Jay Nicolas Sario, Maya Luz, Mila Hermanovski, Christiane King, Pamela Ptak, Ping Wu, Jesus Estrada, Anna Lynett, Janeane Marie Ceccanti, Jesse LeNoir, Ben Chmura e Anthony Williams.